# Audição no transtorno do espectro autista
A  Audição no transtorno do espectro autista é uma das áreas afetadas, impactando no desenvolvimento da criança.
O Transtorno do Espectro Autista (TEA), é considerado um transtorno do neurodesenvolvimento, que é possível ser diagnosticado a partir dos 3 anos de idade, porém quanto mais precoce o início da investigação, melhor será o prognóstico do indivíduo.
Dentre as alterações apresentadas no espectro, estão as comportamentais e as sensoriais, as quais causam dificuldades na interação social e na comunicação do indivíduo, caracterizando alguns déficits, como alterações de aprendizagem e linguagem.  
Entre as alterações sensoriais, presentes no Autismo, está a perda auditiva, a qual pode, muitas vezes, ser camuflada e interpretada apenas como uma falta de atenção, outra característica bem comum dentro do espectro.
Crianças com TEA, tendem a ter uma audição “mais fraca” se comparado a uma criança com desenvolvimento típico. Em outros casos, possuem hipersensibilidade auditiva. Diante disso, considera-se de extrema importância realizar avaliações, para fins de elaborar uma conduta adequada para uma intervenção precoce.

## Avaliação auditiva
A avaliação auditiva comportamental é um dos procedimentos realizados, é uma medida que tem como objetivo, como o próprio nome já diz, avaliar a audição através do comportamento do indivíduo, utilizando estímulos sonoros. Tal teste depende das respostas dadas pela criança, por esse motivo, o resultado, em sua grande maioria é tido através de respostas inconsistentes, devido a falta de atenção e interação do indivíduo.
Portanto, outra medida utilizada é a eletrofisiológica, o exame Potencial Evocado de Tronco Encefálico (PEATE), é uma ferramenta muito utilizada, a qual avalia a latência absoluta e as amplitudes das ondas, proporcionando um resultado mais confiável e consistente, auxiliando para um  diagnóstico mais preciso, principalmente em casos de pacientes com (TEA), pois por ser um exame objetivo, não depende da resposta da criança e geralmente é realizado com a criança dormindo para melhor eficácia do exame.
O PEATE se determina por sete ondas e avalia as estruturas da via auditiva no tronco encefálico, o embasamento das ondas I, III e V, são as mais observadas durante a execução do exame, pois se analisa os intervalos interpicos entre elas. A onda I -  refere-se à porção distal do nervo auditivo, a onda III - núcleo coclear  e a onda V - o lemnisco lateral, essas ondas são as de maior amplitude, o que  proporciona uma maior visibilidade durante o processo.

## Reabilitação auditiva
O Aparelho de Amplificação Sonora Individual (AASI) é um método muito utilizado quando se identifica perda auditiva (PA), permitindo uma intervenção específica e individual a cada paciente. Crianças com TEA e PA, têm indicação para a implantação do (AASI), especificamente em perdas sensorioneurais e mistas. A adaptação do AASI tem como objetivo, proporcionar  ao indivíduo acesso a sons audíveis, aproximados à fala normal, trazendo benefícios à criança, possibilitando a estimulação da comunicação verbal e não-verbal.
O implante coclear também é uma ferramenta utilizada para tratamento de perdas auditivas, especificamente em perdas de grau severo a profundo. Crianças com (TEA) também são beneficiadas com esse tratamento, favorecendo a estimulação das habilidades comunicativas, principalmente a compreensão da fala, aprimorando a socialização e estimulando a comunicação oral, trazendo melhora significativa.